# Balles de feu
Pour plus de détails, voir Fiche technique et Distribution.
Balles de feu, ou Balles en feu au Québec (Balls of Fury) est un film américain réalisé par Robert Ben Garant et sorti en 2007.

## Synopsis
En 1988, le jeune prodige américain Randy Daytona participe à la demi-finale de tennis de table aux Jeux olympiques de Séoul, mais il échoue face au concurrent allemand Karl Wolfschtagg. Son père, ayant parié sur la victoire de son fils, ne peut rembourser sa dette et est tué par des agents d'une triade à la solde du mystérieux Feng.
19 ans plus tard, Randy a abandonné la compétition et fait des numéros de ping-pong dans un casino de Reno. Il est contacté par un agent du FBI qui désire le faire participer à un grand tournoi organisé par Feng, dans l'espoir d'arrêter ce dernier.

## Fiche technique
- Titre : Balles de feu
- Titre québécois : Balles en feu
- Titre original : Balls of Fury
- Réalisation : Robert Ben Garant
- Scénario : Thomas Lennon et Robert Ben Garant
- Musique : Randy Edelman
- Photographie : Thomas E. Ackerman
- Montage : John Refoua
- Langue : anglais, mandarin
- Dates de sortie :
  - États-Unis : 29 août 2007
  - France : 9 juillet 2008

## Distribution
- Dan Fogler (VF : Christophe Lemoine ; VQ : Tristan Harvey) : Randy Daytona
- Christopher Walken (VF : Patrick Floersheim ; VQ : Hubert Gagnon) : Feng
- George Lopez (VQ : Luis de Cespedes) : Rodriguez, l'agent du FBI

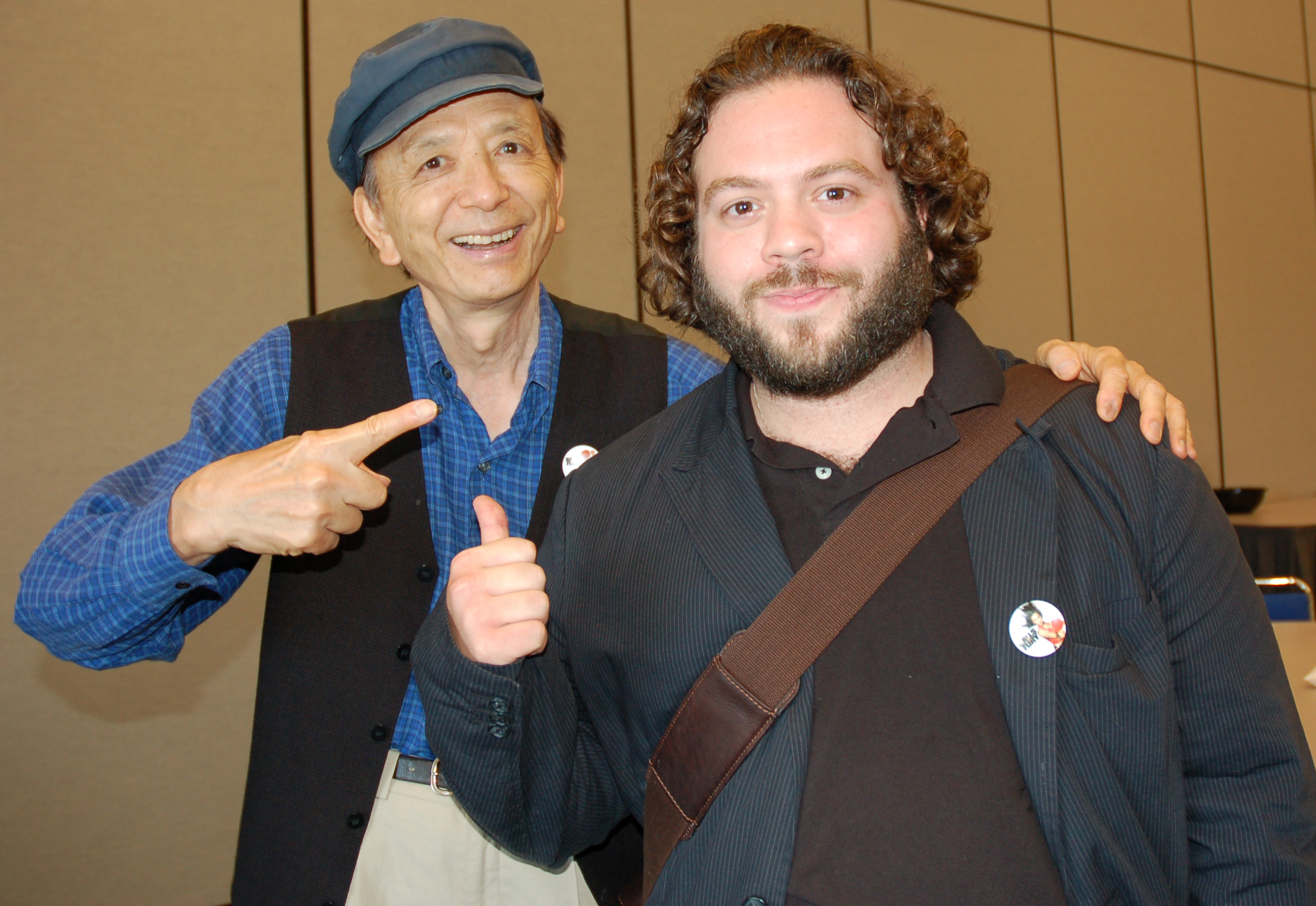
James Hong (Wong) et Dan Fogler (Randy Daytona) au Comic-Con en juillet 2007.

- Maggie Q (VQ : Catherine Hamann) : Maggie, la nièce de Wong
- James Hong (VQ : Marc Bellier) : Wong, le maître aveugle
- Terry Crews (VF : Gilles Morvan) : Freddy
- Robert Patrick : le sergent Pete Daytona, le père de Randy
- Diedrich Bader (VQ : François Godin) : Gary
- Patton Oswalt : Le Marteau
- Aisha Tyler : Mahogany
- Anthony Shell : Jacky River
- Thomas Lennon (VQ : Jean-François Beaupré) : Karl Wolfschtagg, l'ennemi allemand de Randy
- Cary-Hiroyuki Tagawa : le mystérieux asiatique
- Brett DelBuono : Randy à 12 ans
- Jason Scott Lee (VQ : Gilbert Lachance) : Siu-Foo
- Marisa Tayui : Geisha
- Masi Oka (VF : William Coryn) : Jeff - Bathroom Attendant

 Source et légende : version française (VF) sur RS Doublage

## Commentaires
Le film reprend les grandes lignes de l'intrigue du film Opération dragon (1973), le tournoi d'arts martiaux étant remplacé par une compétition de tennis de table. Dans les deux films, un champion est envoyé en mission pour infiltrer un tournoi organisé par un bandit activement recherché. Les concurrents viennent des quatre coins du monde, se voient offrir des courtisanes pour leur plaisir, et sont éliminés dès qu'ils perdent un combat. À la fin, le héros combat le méchant et triomphe.
Le titre original Balls of Fury rappelle pour sa part le titre original Fist of Fury du film La Fureur de vaincre (1972), toujours avec Bruce Lee dans le rôle principal.
Le tennis de table a fait son apparition pour la première fois lors des Jeux olympiques de Séoul, ce qui constitua une reconnaissance pour ce sport.